# 警告弾
警告弾（けいこくだん）とは、手投げ式ボール状の投擲具で、海上保安官が職務の執行に際し警告の意思を表すために用いる。

## 概要
投擲数秒後に空中でパンッという音響を発するもの、閃光を発するものなどがある。人に危害を加えるものではなく、武器には該当しない。国内外の密漁取り締まり等の通常業務においても使用している。
警告弾自体には殺傷能力はないが、火薬を使用しているため、直近で使用したりした場合は火傷などの怪我をする可能性が高い。通常は容疑船舶の進行方向や上空に投擲するもので乗組員等に対し使用することはない。
音や閃光のほかにも、防犯用ペイントボールのように容疑船船体を着色する着色弾も存在する。

## 使用状況
- 立入検査を忌避し逃走する中国・韓国等の外国漁船に対する停船命令[3]。
- 2008年、アメリカの環境保護団体シーシェパードの抗議船に対して危険な妨害活動を中止するよう警告するため、海上保安官が同乗する日本の調査捕鯨船から閃光や音響などで威嚇するボール状の警告弾が計7発発射された[4]。2013年にも、シーシェパードに対して警告弾を発射した[1]。
- 2017年、台湾海岸巡防署は臨時検査に際して、隊員の乗船を阻止した中国の漁船に警告弾を発射し、中国側の船員2名が負傷した[5][6]。